# (34835) 2001 SZ249
2001 SZ249 (asteroide 34835) é um asteroide troiano de Júpiter. Possui uma excentricidade de 0.08139430 e uma inclinação de 3.52824º.
Este asteroide foi descoberto no dia 19 de setembro de 2001 por LINEAR em Socorro.